# Президент (фильм, 2015)
«Президе́нт» — российский полнометражный пропагандистский документальный фильм 2015 года режиссёра Владимира Соловьёва. Фильм рассказывает о 15 годах правления президента России Владимира Путина и событиях, которые происходили в России и мире с августа 1999 года по 2014 год включительно.

## Сюжет

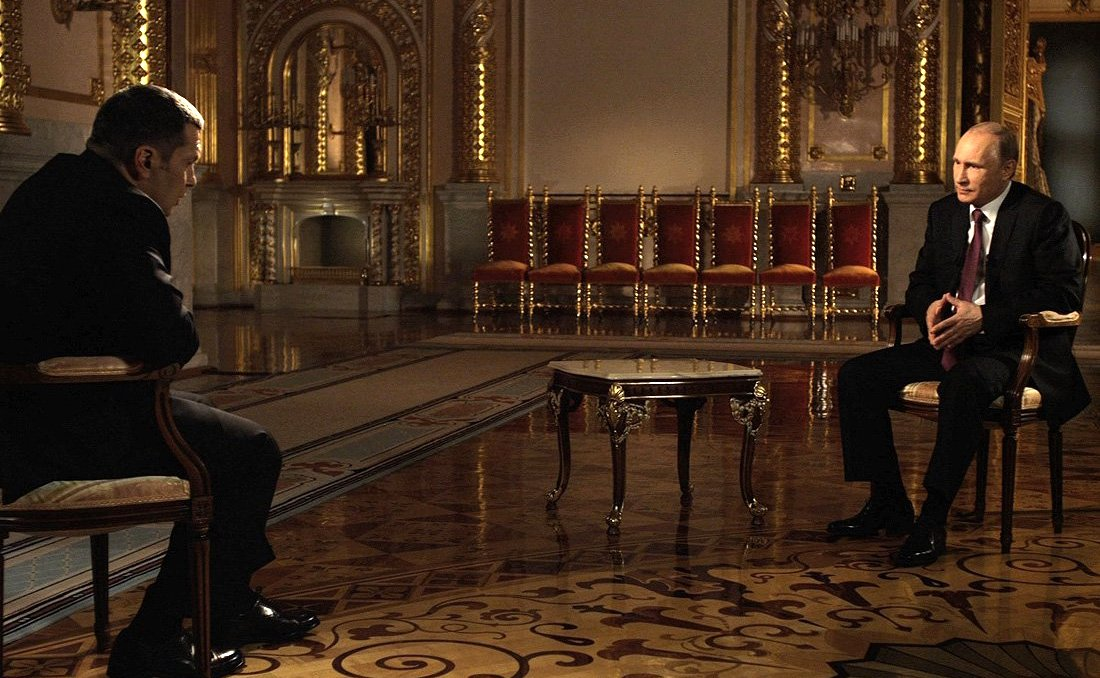
Владимир Соловьёв берёт интервью у Владимира Путина в Александровском зале Большого Кремлёвского дворца. Кадр из фильма

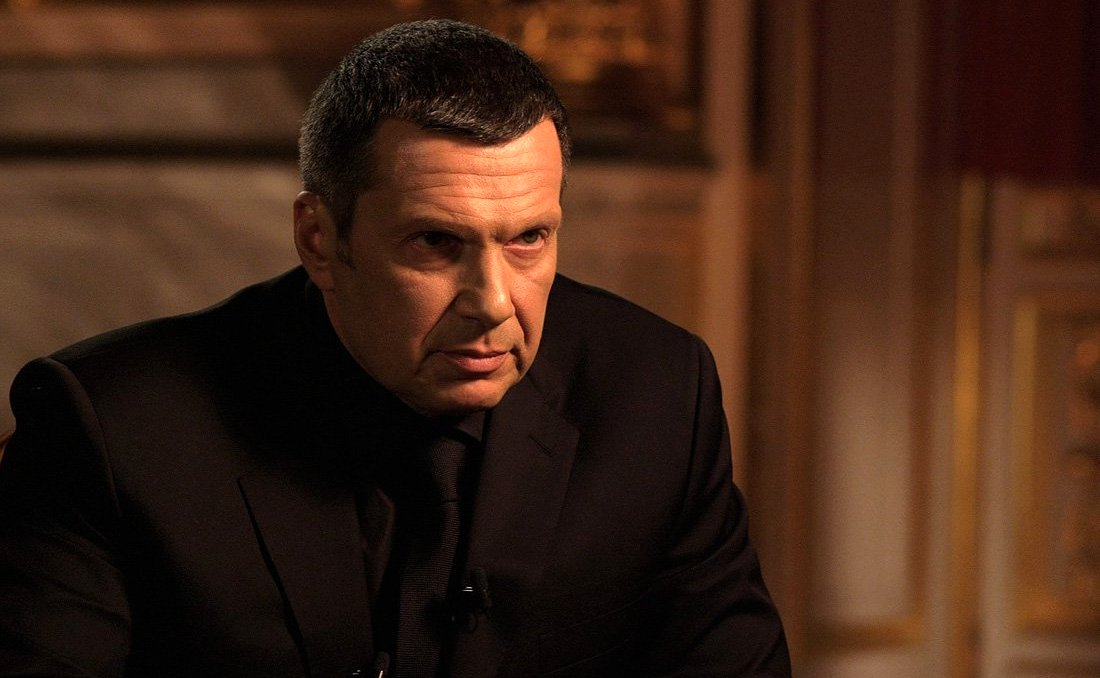
Автор и ведущий Владимир Соловьёв. Кадр из фильма

В фильме президент России Владимир Путин, отвечая на вопросы Владимира Соловьёва, рассказывает о событиях за последние пятнадцать лет — войне в Чечне и Дагестане, гибели подводной лодки «Курск», терактах 11 сентября 2001 года в США, терактах на Дубровке и в Беслане, Иракской войне, речи Владимира Путина 2007 года в Мюнхене, войне в Грузии 2008 года, экономических кризисах 2008 и 2014 годов, митингах оппозиции на Болотной площади и проспекте Сахарова, Евромайдане, Олимпиаде в Сочи, аннексии Крыма Россией и других.
Собеседниками Владимира Соловьёва, помимо самого Владимира Путина, стали бывшие и нынешние его подчинённые, а также предприниматель Владимир Потанин, депутат Государственной думы VI созыва Александр Петров, президент Казахстана Нурсултан Назарбаев, дирижёр Валерий Гергиев, писатель Захар Прилепин и член кремлёвского пула Андрей Колесников. В фильме отсутствуют комментарии представителей оппозиции и нейтральных комментаторов, а также премьер-министра Дмитрия Медведева.

## Рейтинги
Российские власти рекламировали фильм в течение недели с помощью тизеров на государственном телевидении и длинных интервью с Соловьёвым в провластных газетах и на телевидении. Пресс-секретарь президента Дмитрий Песков назвал ленту «блестящей» и посоветовал всем её посмотреть. Фильм вышел в прайм-тайм в воскресенье вечером на телеканале «Россия-1».
По данным компании «TNS Gallup Media», фильм в день премьеры по телевизору смотрели 39,1 % жителей Москвы старше восемнадцати лет.
Незадолго до этого подобного результата добился другой российский фильм — «Крым. Путь на Родину» Андрея Кондрашова. Таким образом, эти два фильма стали самыми рейтинговыми в телевизионном сезоне 2015 года.

## Реакция
The Wall Street Journal пишет, что фильм изображает Путина как «хранителя нации» на фоне напряжённых отношений России и Запада. Отмечается, что фильм вышел в тот момент, когда официальные рейтинги Путина бьют рекорды, но российские власти беспокоятся о последствиях экономических санкций, наложенных после аннексии Крыма. По мнению издания, «Президент» представил россиянам «обнадёживающее изображение» Путина как лидера, который «помог стране избежать дезинтеграции благодаря жёстким мерам против олигархов, исламистских экстремистов и коррупционеров».
Российский политический аналитик Станислав Белковский пишет, что фильм «Президент», вероятно, был самым дорогим из всех, снятых Кремлем, и он вышел вслед за фильмом «Крым. Путь на Родину», другим грандиозным документальным фильмом об аннексии Крыма, снятым в марте и также вышедшим в прайм-тайм в воскресенье вечером.
Financial Times рассматривает высказанное Путиным в фильме заявление о прямых контактах между боевиками с Северного Кавказа и представителями спецслужб США как попытку оправдать действия России на Украине. Председатель комитета по обороне Госдумы Владимир Комоедов на это заявил, что к сказанному президентом следует относиться как к факту, не ища в нём подтекст.
Российский историк-американист Иван Курилла описывает фильм как пропагандистский и называет его целью национальную консолидацию вокруг идеи «великой России». Он считает, что в фильме используется американский контекст, чтобы акцентировать величие России и чистоту намерений Путина, который изображается в положительном свете как политик мирового уровня в противовес американским президентам, изображаемым как играющих вторые роли.